# Lago Niederriedsee
O Lago Niederriedsee é um lago artificial localizado Cantão de Berna, Suíça. Este lago é formado pela Barragem Niederried sobre o Rio Aar.
Este lago encontra-se próximo a Niederried bei Kallnach.